# Equipe sul-coreana na Copa Billie Jean King
A equipe sul-coreana na Copa Billie Jean King representa a Coreia do Sul na Copa Billie Jean King, principal competição de tênis feminina por equipes do mundo. É administrada pela Korea Tennis Association.

## História
A Coreia do Sul competiu pela primeira vez em 1973. Seu melhor resultado foi a 1ª fase do Grupo Mundial II de 1997.

## Última convocação
Para o Grupo I da Ásia/Oceania de 2023, entre 11 e 15 de abril:
- Ku Yeon-woo
- Back Da-yeon
- Choi Ji-Hee
- Kim Da-bim
- Jeong Bo-young